# Псекада
Псекада (грч. Ψεκας) је у грчкој митологији била нимфа.

## Митологија
Овидије у свом делу „Метаморфозе“ ју је навео као једну од нимфи Артемида, што значи да је била пратиља богиње Артемиде. Нон и Калимах у својој химни Артемиди су је сматрали кћерком Океана и Тетије. Њено име има значење „пљусак“, па се наводи и као једна од Нефела.

## Биологија
Латинско име ове личности (Psecas) је назив за род паука.